# Rusty (Slick Shoes)
Rusty è l'album debutto della band pop punk Slick Shoes.

## Tracce
1. Feeble – 1:44
2. Cliché – 2:41
3. Regrets – 2:56
4. Rusty – 2:47
5. Joe's Sick – 1:48
6. Proved Me Wrong – 2:03
7. Father/Son Picnic – 1:54
8. Losing Sight – 3:24
9. Fall – 2:48
10. Walk Out – 1:53
11. Bounce – 1:49
12. Last – 3:09
13. By What Right – 1:46
14. Tired Of You – 2:08
15. What Happens Next – 2:27
16. Represent – 2:32